# バン・B
バン・B (Bun B、本名：バーナード・フリーマン、1973年3月19日 - )とは、アメリカ合衆国テキサス州ポートアーサー出身のラッパーである。
人気ヒップホップデュオ、UGKの一人だったが、2007年12月に相方だったピンプ・Cが他界したため、その後はソロアーティストとして活動している。代表作は、2005年発表の『Trill』で全米で50万枚以上を売り上げ、ゴールドディスクに認定されている。

## ディスコグラフィ
スタジオ・アルバム
- Trill (2005年)
- II Trill (2008年)
- Trill OG (2010年)
- Trill OG: The Epilogue (2013年)
- Return of the Trill (2018年)

コレボレーティヴ・アルバム
- TrillStatik (with Statik Selektah) (2019年)